# سام (بورزانگا)
سام شهری در شهرستان بورزانگا در استان بام در بورکینافاسوی شمالی است و جمعیت آن ۲۰۶۰ نفر است.